# NGC 1517
NGC 1517 ist eine Spiralgalaxie vom Hubble-Typ Sc im Sternbild Stier auf der Ekliptik. Sie ist schätzungsweise 155 Millionen Lichtjahre von der Milchstraße entfernt und hat einen Durchmesser von etwa 50.000 Lichtjahren. 
Das Objekt wurde am 23. Dezember 1884 von Édouard Stephan entdeckt.